# Villa, Salmannsdorfer Höhe 10
Koordinaten: 48° 15′ 17,1″ N, 16° 18′ 44,9″ O

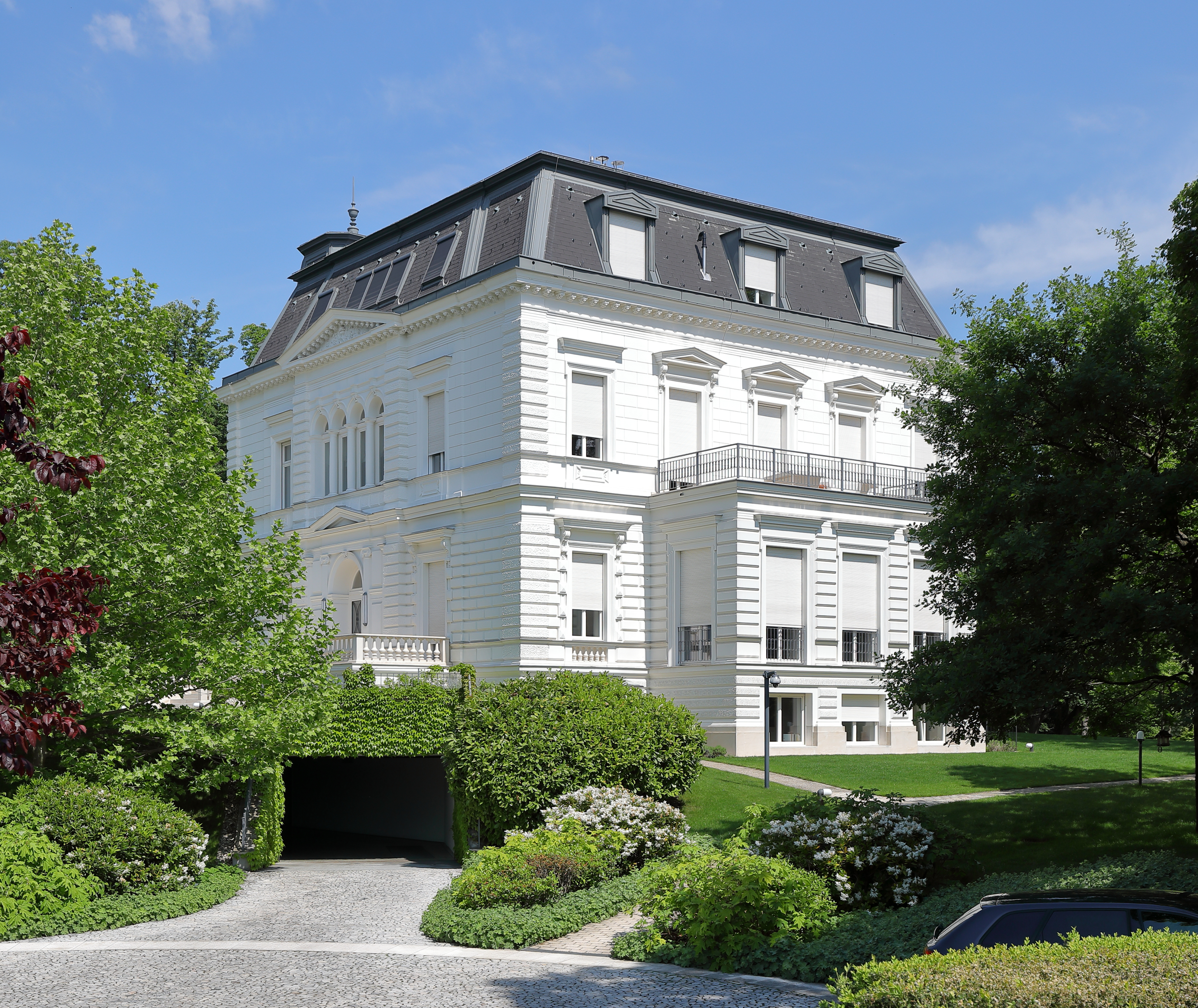
Villa, Salmannsdorfer Höhe 10

Die Villa an der Adresse Salmannsdorfer Höhe 10 im 19. Wiener Gemeindebezirk Döbling ist eine im Stile eines feudalen Schlosses errichtete Villa.

## Geschichte
Die Villa Salmannsdorfer Höhe 10 war im Besitz der österreichischen Post. Unmittelbar nordöstlich an der Adresse Sieveringer Straße 245 befindet sich eine 1879 von dem Architekten und Stadtbaumeister Wilhelm Fraenkel (1844–1916) errichtete Villa. Diese war ebenfalls im Besitz der österr. Post und wurde bzw. wird auch als „Gelbe Villa“ sowie „Postvilla“ bezeichnet. Zumindest die Letztgenannte, die sich die Bankiersfamilie Reitzes errichten ließ, wurde arisiert und nach einem Rückstellungsverfahren eine Nachzahlung vereinbart. Um 2001 verkaufte die Post das rund 30.000 Quadratmeter große Grundstück mit den zwei Villen. Zumindest die Villa Salmannsdorfer Höhe 10 kaufte Martin Schlaff und baute die Villa um. Unter anderem errichtete er dabei eine Tiefgarage für etwa 14 Autos und ein Nebengebäude auf einer Fläche von 711 Quadratmetern als Gartenvilla. Bei einer der „teuersten“ Scheidungen der Welt ging 2008 die Hauptvilla in das Eigentum seiner Exfrau Andrea über.